# Borboropactus cinerascens sumatrae
Borboropactus cinerascens sumatrae is een spinnenondersoort in de taxonomische indeling van de krabspinnen (Thomisidae). Deze soort komt voor op Sumatra.
Het dier behoort tot het geslacht Borboropactus. De wetenschappelijke naam van de soort werd voor het eerst geldig gepubliceerd in 1907 door Embrik Strand.